# Institut Technik und Bildung
Das Institut Technik und Bildung (ITB) ist eine zentrale wissenschaftliche Einrichtung (ZWE) der Universität Bremen mit dem Schwerpunkt Berufsbildungsforschung. Leitidee der Forschung sind die Gestaltung von Arbeit, Technik und Bildung.
Mit ca. 50 Mitarbeiter zählt das ITB zu den größten universitären Berufsbildungsforschungseinrichtungen weltweit. Gegründet wurde das Institut 1986 von den Professoren Heinz Erbe (berufliche Fachrichtung Metalltechnik/Produktionsprozesse), Detlev Gronwald (berufliche Fachrichtung Elektrotechnik/Produktionsinformatik), Manfred Hoppe (berufliche Fachrichtung Metalltechnik/Berufspädagogik) und Felix Rauner (berufliche Fachrichtung Elektrotechnik/Berufspädagogik).
Das ITB organisiert Forschungs- und Entwicklungsaktivitäten in sieben Forschungsfeldern. Diese sind:
- Forschungsfeld: Arbeit und Technik
- Forschungsfeld: Berufswissenschaftliche Kompetenzforschung
- Forschungsfeld: Berufliches Lehren und Lernen
- Forschungsfeld: Vorberufliche Bildung & Übergänge
- Forschungsfeld: Kompetenzorientierte Berufsbildungssysteme
- Forschungsfeld: Digitale Medien in der beruflichen Bildung
- Forschungsfeld: Umgang mit Heterogenität in der beruflichen Bildung

Im Institut Technik und Bildung sind vier Professoren tätig:
- Falk Howe
- Maren Petersen
- Michael Gessler
- Alisha M. B. Heinemann

Das ITB wird durch einen Vorstand geleitet, der aus vier Professoren besteht. Aus deren Mitte wird der Sprecher des Institutes gewählt. Sprecher des ITB waren: 1986–1987: Felix Rauner, 1987–1988: Manfred Hoppe, 1988–1989: Felix Rauner, 1990: Detlef Gronwald, 1990–1994: Manfred Hoppe, 1994–1998: Detlev Gronwald, 1998–2005: Felix Rauner, 2005–2011: Georg Spöttl, 2011–2015: Michael Gessler, 2015–2022: Falk Howe, seit 2022: Michael Gessler.
Grundlegende Entscheidungen trifft der Institutsrat. Er ist insbesondere für den Haushaltsplan, Beschlüsse zu Forschungsprogramm, Forschungsperspektiven und Forschungsprofil und für die Entwicklung und Fortschreibung eines Programms zur Förderung des wissenschaftlichen Nachwuchses zuständig.
Schwerpunkte der Arbeit bilden die angewandte Berufsbildungsforschung, die wissenschaftliche Begleitung von Reformprojekten und -programmen in der beruflichen Bildung sowie die Erarbeitung von Expertisen u. a. im Auftrag der  Exekutivagentur Bildung, Audiovisuelles und Kultur (EACEA) der Europäischen Kommission, des Europäischen Zentrums für die Förderung der Berufsbildung (Cedefop), des Bundesministeriums für Bildung und Forschung (BMBF) und weiterer Ministerien sowie des Bundesinstituts für Berufsbildung (BIBB).